# 泰國佛教
泰國佛教，是泰國最重要的宗教信仰，主要由南傳上座部佛教構成，泰國民眾有95%是信奉上座部佛教，也有部分華裔等東亞裔信奉大乘佛教，現時佛教徒人數有約6400萬，僅次於中國佛教徒人數。約西元12世紀至13世紀中葉傳入，三藏經典都以巴利語記載。
泰國主體民族泰族和中國境內的傣族爲同一民族，泰國佛教和傣族地區佛教極爲同質，對於中國大陸及台灣而言最具有代表性，因此華語中所說的南傳佛教指泰國、斯里蘭卡及緬甸上座部佛教。泰國是佛教徒佔本国人口比例第二高的國家（第一是柬埔寨，第三是緬甸）。
泰國佛教雖同屬分別說派的上座部佛教，亦採用巴利聖典為典籍，戒律亦依律藏，但泰國佛教有其獨特性，別於同是上座部的錫蘭佛教及緬甸佛教。泰國佛教有兩分支僧團，都受到官方認可的，一是大眾派，是傳承較久的僧團；一是由國王改革的法宗派。兩个分支主要是戒律与修行方法之差別。

## 歷史
公元十世紀時，泰北開始有泰人建立的部落小國，其中最著名的是庸那迦清盛，十三世紀初，改稱蘭納(意即百萬稻田)。蘭納王孟萊時期(1259－1311)，其子蕓萊王創造了蘭那文，制定了“蕓萊法典”。1477年底羅迦王在位時，請來百多位上座部僧團，舉行歷時一年的巴利三藏結集，這是泰國佛教史中的第一次佛經結集，亦是上座部佛教史裡的第五次結集。該版本參考了第四次斯里蘭卡結集。因此巴利三藏結集，泰國版本與蘭卡版本只在段落篇排上有不同，其後的英國巴利聖典協會出版的巴利三藏版本與泰版及蘭卡版亦大致相同。 

### 素可泰王朝
13世紀上半葉(1219-1238年之間)，泰國建立了歷史上第一個統一國家素可泰王朝(中國元明典藉稱暹國)。首都在允素。

素可泰王國快速地擴張，到第三代國王蘭甘亨（King Ramkhamhaeng）統治時期(1275-1317)，根據蘭甘亨石碑记載，其版圖東到現在的泰國中南部地區，南到馬來半島的六坤 （页面存档备份，存于），西到現在緬甸的單那沙林，北至老撾的琅勃拉邦。蘭甘亨王1283年，蘭甘亨王在位時通過改良高棉文字創造泰國文字，現代泰文亦由此而成。1292年，蘭甘亨王禮請斯里蘭卡送出巴利三藏，並邀請洛坤的上座部佛教高僧到素可泰担任僧王，弘揚斯里蘭卡大寺派佛教。從此，逐步廢棄由梵文所寫的大乘菩薩典藏，改採用巴利文三藏聖典，寺院與佛塔也采用斯里蘭卡式。 當時的上座部寺廟是作為王室貴族子弟的教育場所，由掌握巴利文與泰文的僧眾担任教師，平民若想學習，可出家為僧，即可學習巴利文與泰文，並可由此進身為教師。

第四代國王利泰亦由此而習得巴利文，用巴利文寫了《三界頌》，成為素可泰王朝中一部重要的佛教文學作品。他在1362年捨身出家，開創了泰國國王出家的先例，為後來的泰國國王仿效他的短期出家，亦為男性民眾短期出家埋下種子。

第五代國王利泰（Thammaraja Luthai，1354-1376）統治期間，規定了男子須在一生中出家一次，此成為泰國人的傳統，流傳至今。而出家時間的長短則可隨意，這習俗在泰國人中被視為對父母的孝道，有報答父母養育之恩，使父母因子出家而有功德的分享，積累福德以消惡業，因此泰人對兒子出家是讚揚的。而且在寺廟能學習到巴利文及佛學、道德、歷史與各種禮節，因此短期出家後的男子會受到親友的尊重。女性亦可從出家的親友中學習到相關知識見，因此亦得分享到功德福報。

### 阿瑜陀耶王朝
1378年，阿瑜陀耶吞并了素可泰，建立新王朝，亦是東南亞史上統治時間最長的王朝，共417年。

1350年，拉瑪鐵菩提王在阿瑜陀耶城建都，1361年派使節到斯里蘭卡迎來大寺派僧團，改革泰國佛教。在戴萊洛加納王(1448-1488)時，泰國第二次從斯里蘭卡迎請巴利聖典，國王也剃度短期出家八個月，隨同者達二千多人，他並把王宮一角建寺塔，開創王家先例。他在城中建了最宏偉的一座帕希訕派寺。

拉瑪鐵菩提二世在位時(1491-1529)，也大建寺塔，在阿瑜陀耶古城遺址的帕希訕派寺中興建了“三佛塔”，現時成為泰國世界遺産。這三佛塔是他存放其父王及兄長的骨灰處，泰國國王用佛塔存放骨灰及採用佛塔喪禮儀式亦自此起。

### 現代泰國佛教
1939年，暹羅國改稱泰國。

1940年，由當時的僧王帝須提婆（Tissadeva）為領導，組織“巴利三藏全譯泰文委員會”，二三十位精通巴利語高僧主持，進行新版巴利三藏翻譯泰文。

1951年，巴利三藏泰文版本已經全譯完成，計律藏13冊，經藏42冊，論藏25冊，合共80冊（表示佛陀住世壽命）。
1956年前，已有泰國比丘們前往馬來西亞及新加坡弘法，發展至今，在檳城、新加坡、吉隆玻、怡保等處，已有十多所佛寺，而信眾多數為華人。

1957年，印度政府在菩提伽耶，獻地17，000方米，歡迎泰國佛教前往建佛寺；1960年，在泰國政府資助下，建成“佛陀伽耶泰寺”（Wat Thai Buddhagaya），常派遣比丘長住弘法。

1964年，泰國比丘智成就尊者（Nanasiddhi）領導，在倫郭成立“佛光寺”（Wat Buddha Padipa），輪派五、六位比丘長住弘法及教授止觀，經費由泰國政府資助。
公元年前後幾世紀，雲南境內的哀牢人沿湄公河南下，佔據柬埔寨和寮國者為高棉人，進入泰国和缅甸者為今天的孟人和泰人。2世纪時，有上座部佛教在泰南零星出现。6世紀時，孟人在今泰國佛統一帶建立墮羅鉢底國，和緬甸境內的孟人一樣受到印度文化的影響，信仰上座部佛教。7—11世纪，云南境内的北泰人大规模南迁到泰国境内。8世紀末，信仰大乘佛教的印尼室利佛逝王朝曾弘教至泰南。9世紀開始，柬埔寨吳哥王朝將印度教和大乘佛教、金剛乘佛教傳播至泰國境內的羅斛、素可泰、披邁等地。作為孟人支系的驃人在緬甸建立蒲甘王朝後，於11世紀征服了泰國北部，從蒲甘引入了斯里蘭卡上座部佛教。
总之，在泰国建立统一国家之前，如今国境内的地区，佛教信仰都未尝断绝。不过，泰人原始宗教“精灵崇拜”（羅馬化：Satsana Phi）更为流行。
 （页面存档备份，存于）
凈海-南傳佛教史 （页面存档备份，存于）
1353年，從小在柬埔寨長大、受上座部佛教僧人教育的泰人法昂回到老撾建立了瀾滄王國

タイ族が11世紀ごろに現在のタイへ下って来た当時は、タイ族はピー信仰（精霊信仰）を享受していたが、上座部仏教が最大の勢力を持つ宗教として成立するのはラームカムヘーン王（在位・1279年? - 1300年?）の時代である。後に王に即位したリタイ王（在位1347年? - 1368年?）は、衰えて行くスコータイ王朝を仏教思想で立て直そうと、タイ族の君主として初めて出家を行い、タンマラーチャー（仏法王）と名乗った。これは大仏を建てることで、天皇の権威を高め国政を安定化しようとした聖武天皇のケースと似ている。リタイの出家、及びタンマラーチャーの思想は、王権を高める上で非常に有利であったためアユタヤ王朝、ラーンナータイ王朝などの周辺諸王国に伝播していった。さらに、この出家の習慣は初期は王が行っていたが、後には民衆にも伝播し、タイ族の男子は成人すると必ず出家すると言うのが暗黙の義務になっていった。
1.1 Early traditions
Some scholars believe that Buddhism must have been flowing into Thailand from India at the time of the Indian emperor Ashoka of the Maurya Empire and into the first millennium after Christ. During the 5th to 13th centuries, Southeast Asian empires were influenced directly from India and followed Mahayana Buddhism. The Chinese pilgrim Yijing noted in his travels that in these areas, all major sects of Indian Buddhism flourished. Srivijaya to the south and the Khmer Empire to the north competed for influence and their art expressed the rich Mahāyāna pantheon of bodhisattvas. From the 9th to the 13th centuries, the Mahāyāna and Hindu Khmer Empire dominated much of the Southeast Asian peninsula. Under the Khmer Empire, more than 900 temples were built in Cambodia and in neighboring Thailand.
After the decline of Buddhism in India, missions of Sinhalese monks gradually converted the Mon people and the Pyu city-states from Ari Buddhism to Theravāda and over the next two centuries also brought Theravāda Buddhism to the Bamar people, Thailand, Laos and Cambodia, where it supplanted previous forms of Buddhism. Theravada Buddhism was made the state religion only with the establishment of the Sukhothai Kingdom in the 13th century.
1.2 13th–19th centuries
The details of the history of Buddhism in Thailand from the 13th to the 19th century are obscure, in part because few historical records or religious texts survived the Burmese destruction of Ayutthaya, the capital city of the kingdom, in 1767. Ayutthaya was the center of Thai Tantric Theravada, which included the Yogāvacara tradition, and has survived in the contemporary Dhammakaya Movement. The Tantric Buddhist Yogāvacara tradition was a mainstream Buddhist tradition in Cambodia, Laos and Thailand well into the modern era. An inscription from northern Thailand with tantric elements has been dated to the Sukhothai Kingdom of the 16th century. Kate Crosby notes that this attestation makes the tantric tradition earlier than "any other living meditation tradition in the contemporary Theravada world," predating the popular "New Burmese Satipatthana Method", better known as Vipassana meditation.
The anthropologist-historian S. J. Tambiah, however, has suggested a general pattern for that era, at least with respect to the relations between Buddhism and the sangha on the one hand and the king on the other hand. In Thailand, as in other Theravada Buddhist kingdoms, the king was in principle thought of as patron and protector of the religion (sasana) and the sangha, while sasana and the sangha were considered in turn the treasures of the polity and the signs of its legitimacy. Religion and polity, however, remained separate domains, and in ordinary times the organizational links between the sangha and the king were not close.

Replica of Ashok pillar at Wat Umong in Chiang Mai, Thailand, 13th century. Shows the establishment of Buddhism by Lanna Dynasty's King Mangrai in northern Thailand
Among the chief characteristics of Thai kingdoms and principalities in the centuries before 1800 were the tendency to expand and contract, problems of succession, and the changing scope of the king's authority. In effect, some Thai kings had greater power over larger territories, others less, and almost invariably a king who sought successfully to expand his power also exercised greater control over the sangha. That control was coupled with greater support and patronage of the ecclesiastical hierarchy. When a king was weak, however, protection and supervision of the sangha also weakened, and the sangha declined. This fluctuating pattern appears to have continued until the emergence of the Chakri Dynasty in the last quarter of the 18th century.
1.3 Modern era

Buddhist monk chants paritta to a group of Siamese women in 1900.
By the 19th century, and especially with the coming to power in 1851 of King Mongkut, who had been a monk himself for twenty-seven years, the sangha, like the kingdom, became steadily more centralized and hierarchical in nature and its links to the state more institutionalized. As a monk, Mongkut was a distinguished scholar of Pali Buddhist scripture. Moreover, at that time the immigration of numbers of monks from Burma was introducing the more rigorous discipline characteristic of the Mon sangha. Influenced by the Mon and guided by his own understanding of the Tipitaka, Mongkut began a reform movement that later became the basis for the Dhammayuttika order of monks. Under the reform, all practices having no authority other than custom were to be abandoned, canonical regulations were to be followed not mechanically but in spirit, and acts intended to improve an individual's standing on the road to nirvana but having no social value were rejected. This more rigorous discipline was adopted in its entirety by only a small minority of monasteries and monks. The Mahanikaya order, perhaps somewhat influenced by Mongkut's reforms but with a less exacting discipline than the Dhammayuttika order, comprised about 95 percent of all monks in 1970 and probably about the same percentage in the late 1980s. In any case, Mongkut was in a position to regularize and tighten the relations between monarchy and sangha at a time when the monarchy was expanding its control over the country in general and developing the kind of bureaucracy necessary to such control. The administrative and sangha reforms that Mongkut started were continued by his successor. In 1902 King Chulalongkorn (Rama V, 1868–1910) made the new sangha hierarchy formal and permanent through the Sangha Law of 1902, which remained the foundation of sangha administration in modern Thailand. While Buddhism in Thailand remained under state centralization in the modern era, Buddhism experienced periods of tight state control and periods of liberalization depending on the government at the time.
1.3.1 Statistics
Approximately 94 percent of Thailand's population is Buddhist (five percent Muslim). As of 2016 Thailand had 39,883 wats (temples). Three hundred-ten are royal wats, the remainder are private (public). There were 298,580 Buddhist monks, 264,442 of the Maha Nikaya order and 34,138 of the Dhammayuttika Nikaya order. There were 59,587 Buddhist novice monks.

## 佛學
在泰國，佛教體系十分完整，他們除了有寺院，還有完善的佛學院供在學的出家人專研佛學，亦有大學或寺院提供的佛學課程給在家眾學習，分泰語佛學三級和巴利語佛學九級。前者主要是給在家眾或出家眾學習，後者主要給出家眾深研佛學。無論是那一類，都依巴利語三藏及其文獻為主要內容。

### 泰語佛學
泰語佛學三級課程，教授語言以泰語為主。目前香港有太和寺教授泰語佛學三級，教授語言以泰語為主，對象亦是懂泰語人士，尤其泰國人。每一級是一年課程，有考試，考試後可得證書，由泰國政府發出的，因此在泰國全國通行。

初級泰語佛學的目錄:
1. 佛教詞彙
2. 法的主題
3. 佛陀與佛教史
4. 戒律

中級泰語佛學的目錄:
1. 佛教詞彙
2. 法的主題
3. 佛弟子傳
4. 結集論
5. 戒律
6. 儀規

高級泰語佛學目錄:
主要有關論藏詞彙、佛陀及弟子傳、結集論、戒律及僧團組織

### 巴利語佛學
巴利語佛學課程分九級。第九級是能以泰語翻譯巴利語或巴利語翻譯泰語。

一、二級；基礎巴利語文法

　　三級：法句經註，一～八冊

　　四級：法句經註，第一冊；吉祥義明解，第一冊

　　五級：吉祥義明解，二～三冊

　　六級：法句經註，五～八冊；一切善見律註，三～五冊

　　七級：吉祥義明解，一～二冊；一切善見律註，一～二冊

　　八級：一切善見律註，一～二冊；清淨道論，一～三冊

　　九級：清淨道論，一～三冊；阿毘達磨義廣明；阿毘達磨複註

### 階級、稱謂
- 僧王
- 昭坤
- 帕古：意思是僧人的老師。
- 瑪哈
- 龍婆
- 龍普
- 龍打
- 古巴：在泰北常用於稱呼高僧，意思是“大師”。
- 阿贊：泰文老師的意思，此處系指民眾向所使用的老師。

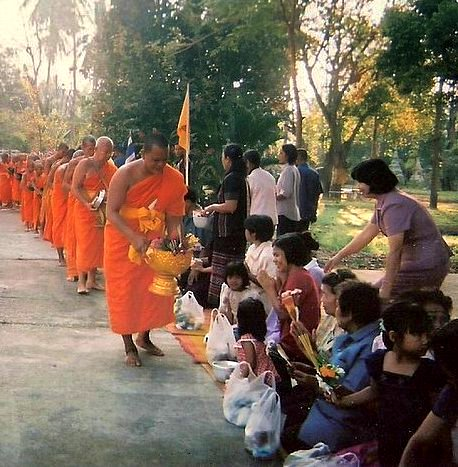
泰國信徒佈施食物給托缽乞食的僧人

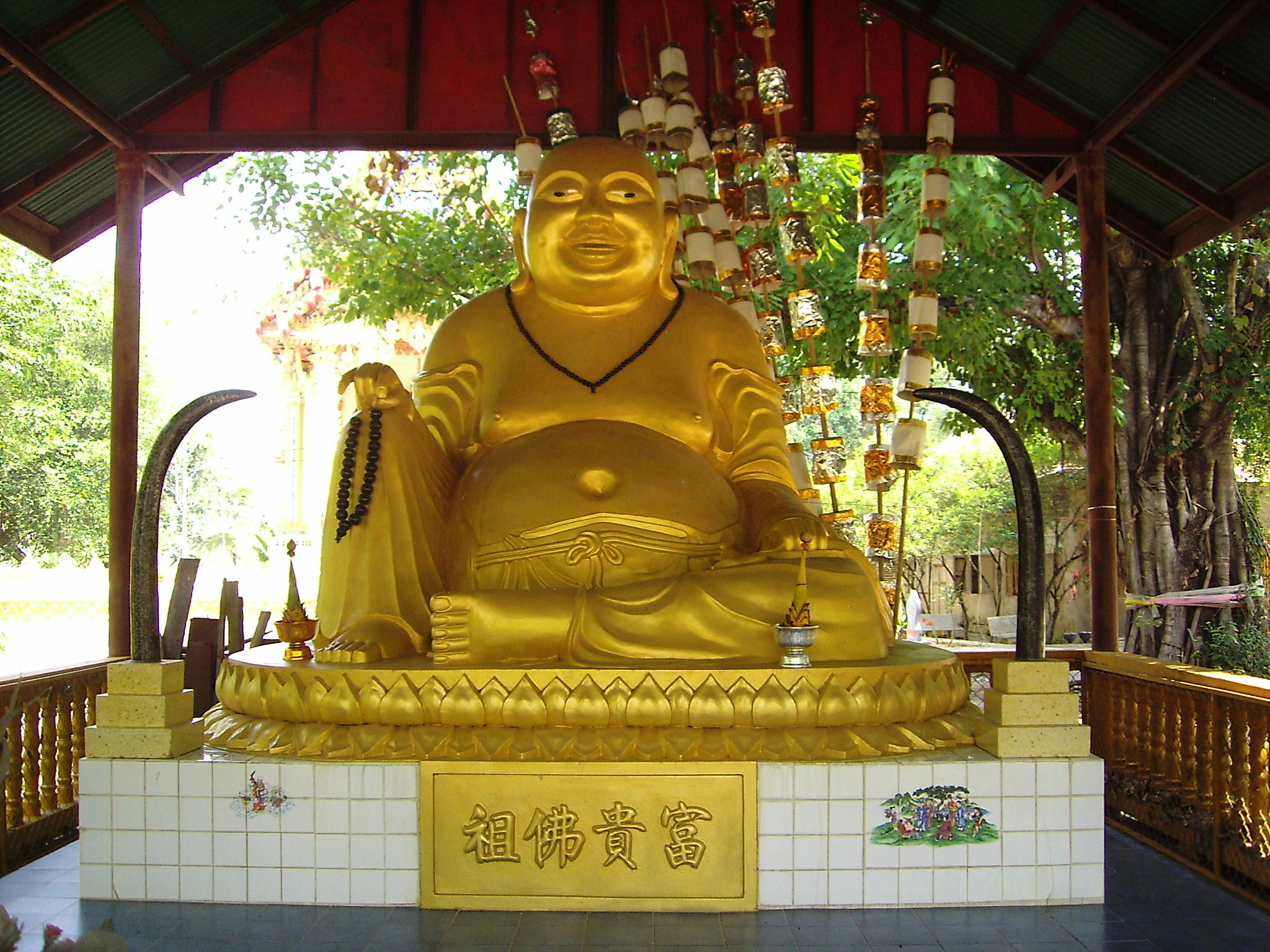
泰國益梭通的布袋和尚像

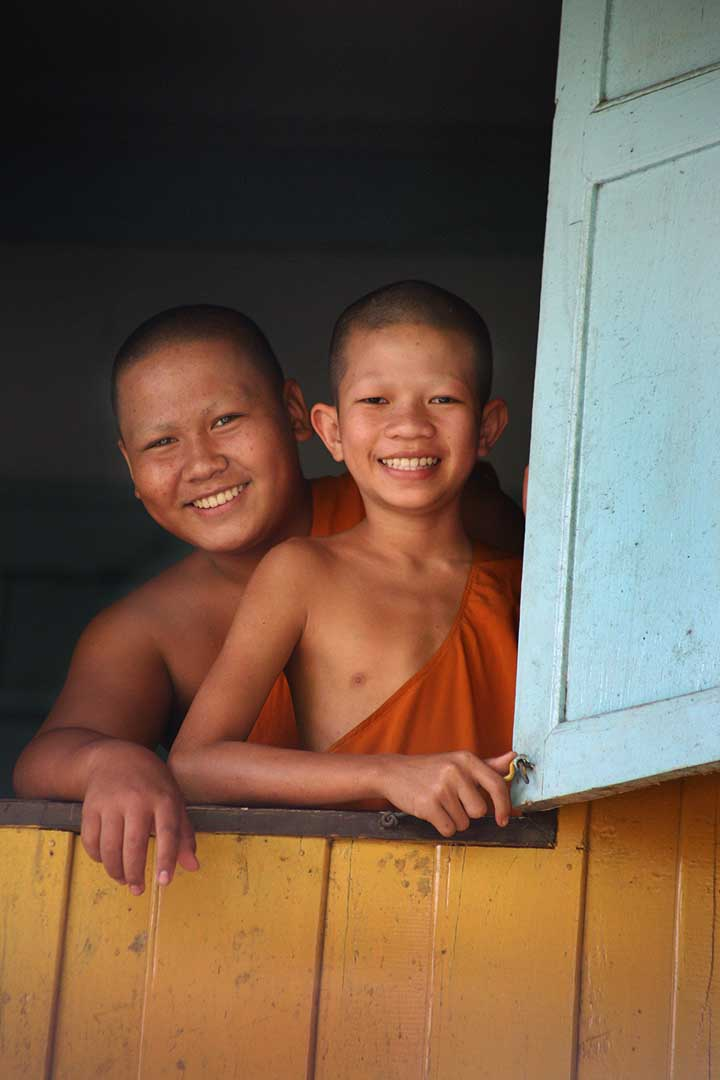
泰國小沙彌

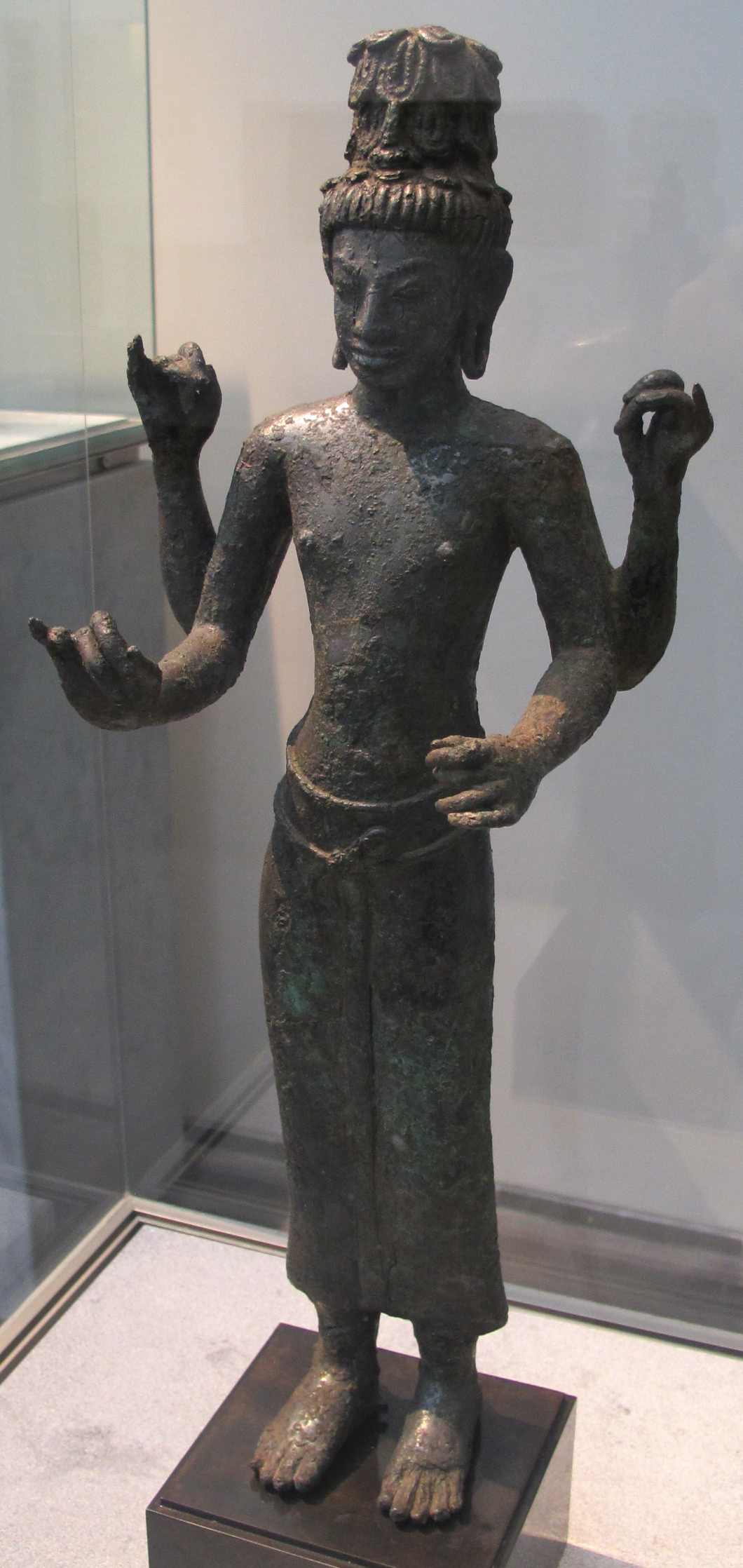
泰國8世紀時期的彌勒菩薩像

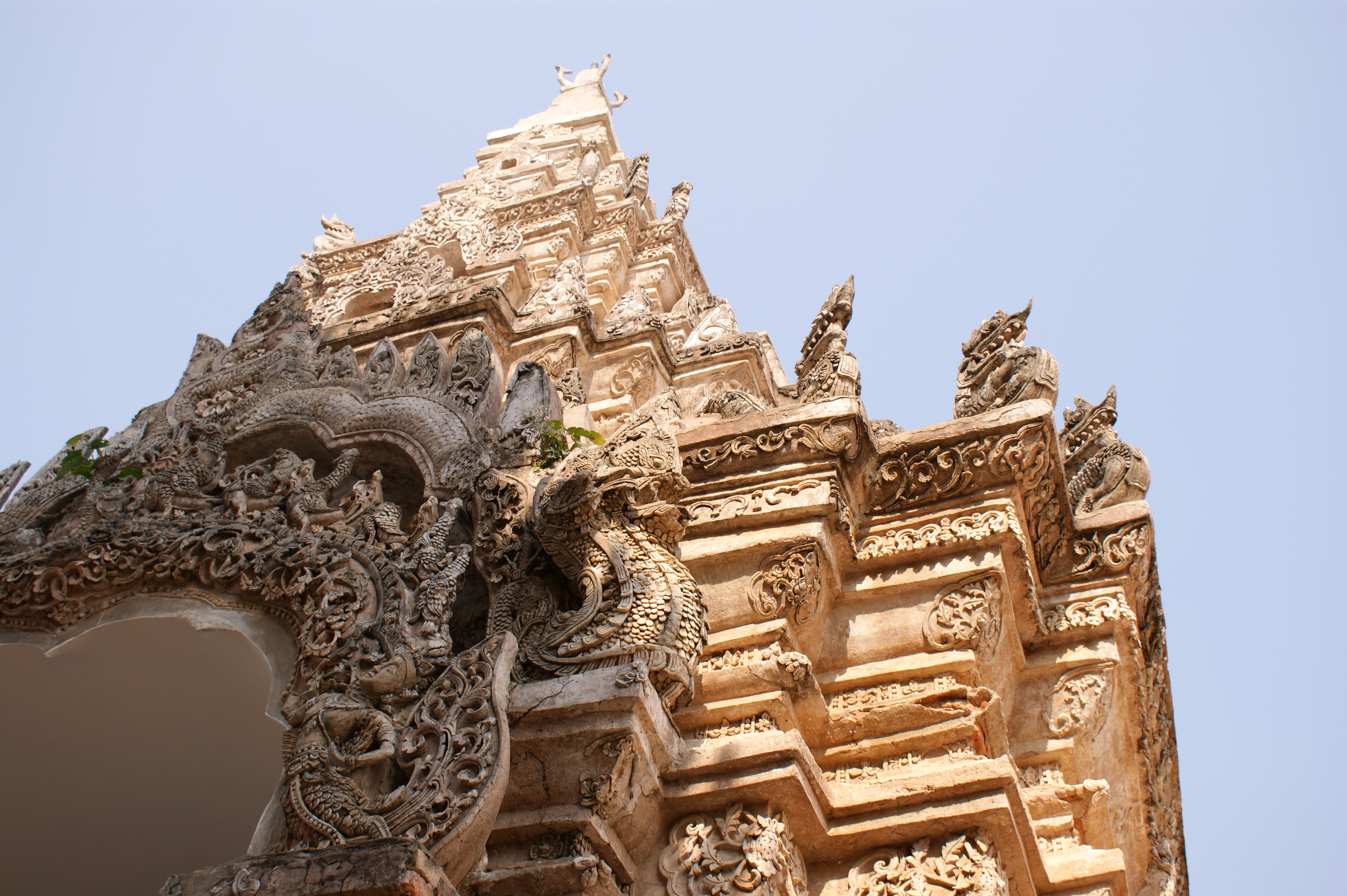
泰國帕塔南邦龍寺

- 古魯

## 主要神佛

### 佛陀
為了千百萬眾生的利益與幸福，出於對世界的悲憫；為了人類與天神的善益和快樂，稀有聖者出現於世間。何為此無上覺者？世尊阿羅漢無上圓滿證覺者。
釋迦牟尼佛是佛教的教主，故也是泰國佛教的最高信仰。如今的泰國佛曆採用南傳佛教佛滅之年為起始，並依據巴利經藏長部的注釋書講及正法五千年來計算。佛陀原是釋迦皇族的太子，族姓是喬達摩，名釋達多。十六歲時與堂妹耶輸陀羅完婚。過了十三年的幸福婚姻生活後，因眼見生老病死憂悲苦惱等受束縛的人生而感困惑，因此想追求脫離各種人生煩惱束縛的方法。有一天見到老人、病人、死人及威儀整齊的出家人，決定出家為沙門，尋求解脫人生困苦的方法。他先后跟了當世修得最高襌定的老師：證得空界襌的阿羅羅迦羅摩及證得非想非非想處定的優陀伽羅摩子。但喬達摩沙門仍未能脫離微細煩惱，故另尋他法。在巴利經藏的《中部摩訶薩遮經》即講及他怎樣修行，依然無法超越微細煩惱。後來他改變方法，即把襌定限定在正定的四種襌那內，由此轉修內觀身心，經過心裡的各種魔軍誘惑，以信心、忍耐、精進、智慧戰勝心魔，終於脫離煩惱束縛，得無上證覺的聖法，被稱為佛陀·阿羅漢·圓滿覺者。
佛陀經過親身經驗而開創出八正道或中道的修行方法，四聖諦的因緣業報觀是上座部佛教的核心教義。

#### 佛陀像
在釋迦牟尼佛時代是沒有佛像的，一直到佛滅後的公元前後，受到希臘文化雕塑藝術的影響，在犍陀羅才有佛像興起，大乘佛教也在此時興起。公元六至十一世紀，泰國地區開始有佛像造作，各時代有其特式，如素可泰時代：佛面作鹅蛋形，佛眉彎、佛髮螺形、佛光作火焰狀、佛腰细、單盤襌坐。
泰國佛教的佛像的法相因各地傳說、民情、歷史而有所不同，主要分佛陀未成佛前，在森林修苦行的菩薩像；盤腿襌修的示法像；站立的說法像及般涅槃時的卧佛像。

## 經典
泰國佛教經典基本上都以巴利文作記載，但也因為地方民情之故，融入了一些泰國高棉文。以巴利三藏和泰文譯版三藏爲主。泰國佛教所用的課誦本，依寺廟傳統不同而有不同的課誦本經誦內容，但基本的上座部佛教誦經內容則一致，如早晚課的佛首偈(pubbabhāganamakārapāṭha)、禮敬三寶(Ratanattaya Vandanā)、佛隨念(Buddhābhithuti)、法隨念(Dhammābhithuti)、僧隨念(Sanghābhitthuti)、讚誦三寶偈(Ratanattayappaṇāmagāthā)、三皈五戒或八戒(Pañcasīla或Aṭṭhasīla)、回向功德偈。這些是最基本的，其他則依各寺院及各自的傳統或時節而有不同，誦經的時間分早課及晚課，也是按各別寺院而定。

### 佛首偈
為上座部佛教中最基礎的經句，在持任何經文前都會先以巴利語誦讀此句。或者著書在內容前也會印上此句，另外在學習上座部的佛學課程如巴利語，亦會誦念此句。此句記載於《長部》帝釋問經、《中部》象跡喻小經、《相應部》祂難翟尼經、《增支部》迦華拿巴尼經。
- 中文音譯：南無達薩，帕卡哇多，阿拉哈多，三嘛，三菩達薩。
- 粵語音譯：南摩達沙，帕伽哇多，阿哇哈多，三媽，三苯他沙。
- 羅馬拼音：Namo Tassa， Bhagavato， Arahato， Sammā-sambudhassa
- 中文譯文：禮敬世尊、阿羅漢、正等正覺者

### 三皈依
泰國佛教與上座部佛教的三皈依與五戒並不分開。在家眾可以隨時找一位比丘要求授三皈五戒或八戒，在家人隨出家人念誦三皈依偈及五戒即成，由於隨時都能要求三皈五戒的，因此泰國佛教在任何活動舉行前，都為在家人授與三皈五戒。

三皈依經文記載在巴利聖典經藏小部的小誦三皈依經(Saraṇattayaṃ)

Buddhaṃ saraṇaṃ gacchāmi；（พุทฺธํ สรณํ คจฺฉามิ）

Dhammaṃ saraṇaṃ gacchāmi；（ธมฺมํ สรณํ คจฺฉามิ）

Saṅghaṃ saraṇaṃ gacchāmi。（สงฺฆํ สรณํ คจฺฉามิฯ）

Dutiyampi Buddhaṃ saraṇaṃ gacchāmi；（ทุติยมฺปิ พุทฺธํ สรณํ คจฺฉามิ）

Dutiyampi Dhammaṃ saraṇaṃ gacchāmi；（ทุติยมฺปิ ธมฺมํ สรณํ คจฺฉามิ）

Dutiyampi Saṅghaṃ saraṇaṃ gacchāmi。（ทุติยมฺปิ สงฺฆํ สรณํ คจฺฉามิฯ）

Tatiyampi Buddhaṃ saraṇaṃ gacchāmi；（ตติยมฺปิ พุทฺธํ สรณํ คจฺฉามิ）

Tatiyampi Dhammaṃ saraṇaṃ gacchāmi；（ตติยมฺปิ ธมฺมํ สรณํ คจฺฉามิ）

Tatiyampi Saṅghaṃ saraṇaṃ gacchāmi。（ตติยมฺปิ สงฺฆํ สรณํ คจฺฉามิฯ）

### 五戒
上座部佛教或泰國佛教的五戒在內容與解釋上一致，與北傳或大乘有別。巴利語五戒經文來源自巴利經藏《相應部》有一篇五戒經(Pañcasīlasuttaṃ)，而談及五戒的經文則散在不同的經裏。現時課誦本內的五戒似是從十學處中抽取了五學處而來的。

Pāṇātipātā veramaṇī-sikkhāpadaṃ samādiyāmi.

Adinnādānā veramaṇī-sikkhāpadaṃ samādiyāmi.

Abrahmacariyā veramaṇī-sikkhāpadaṃ samādiyāmi.

Musāvādā veramaṇī-sikkhāpadaṃ samādiyāmi.

Surāmerayamajjapamādaṭṭhānā veramaṇī-sikkhāpadaṃ samādiyāmi.

Imāni pañca sikkhāpadāni samādiyāmi.(三次) 

我學習受持不殺生戒。

我學習受持不偷盜戒。

我學習受持不邪淫戒。

我學習受持不妄語戒。

我學習受持不飲酒戒。

這是我應該持守的五項學處。

### 金那般川
源自於斯里蘭卡的梵文經書，在一次機緣巧合下被崇迪多發現，並被翻譯成現今的巴利文經書。但此經並沒有被收進所有泰式課誦本裡，亦只有部份寺院會誦。

## 戒律
上座部佛教徒分在家居士戒及出家僧戒。泰國佛教徒需三皈依，持守五戒或八戒，而比丘戒依上座部傳統，依輕重分八類。僧團在每月的月圓日有二次聚集一起誦戒，稱為誦戒日或佈薩日(Uposatha)。如何進行誦戒日諸事項則記載于巴利律藏的大品中，泰國僧團的誦戒日與其他上座部僧團的誦戒在儀式上都依隨巴利律藏的。泰國僧團必須謹記遵守諸多戒法，泰國佛教比丘戒法如下：
1. 驅擯四戒(Pārājika)，音譯波羅夷
2. 僧殘十三戒(Saṅghādisesa)
3. 不定法二戒(Aniyata)
4. 懺悔心墮落罪三十戒(Nissaggiya), 音譯尼薩耆波逸提
5. 懺悔九十二戒(Pācittiya), 音譯波逸提
6. 應悔過四戒(pāṭidesanīya), 音譯波逸提舍尼
7. 學處七十五戒(Sikhapādā)
8. 七滅諍法（satta adhikaraṇasamathā）

1. Pārājika 音譯是波羅夷，意譯是驅擯戒，犯了此四戒之一，被僧團驅逐出僧團。此四戒是不淨行、偷盜、𣪩人及大妄語。

2. 僧殘戒：犯此十三戒之一者，被別住一段時間後，進一步施行六夜的比丘摩那埵，然后在二十位比丘僧團處出罪。十三僧殘戒裡，有九條是初次犯即屬犯戒，另有四條則做到第三次才成为犯戒的。這十三條戒如下：

1. 故意出精
2. 染愛心觸碰女性身體
3. 染愛心對女性講粗話
4. 要求女人服侍不淨行
5. 為男女傳情
6. 無施主建屋不合規定
7. 無施主建大屋不合規定
8. 無根據毁謗比丘犯驅擯戒
9. 假根據毁謗比丘犯驅擯戒
10. 分裂僧團
11. 與分裂僧團的比丘同黨
12. 不接受如法的勸說
13. 惡行敗壞在家人

3. 不定法有二條，看情況而定是否犯戒。二條都與單獨與女人同坐，一條是可行不淨行處，另一條是可說淫穢語處。

4. 懺悔心墮落罪有三十條，分三類，各有十條戒:第一類有關衣物；第二類有關毯子、座具及金錢物品等；第三類有關缽。

衣品
1. 非時過十天存額外布
2. 離三衣過夜
3. 非時過一月存額外布
4. 叫非親戚比丘尼整理穿過的衣服
5. 接受非親戚比丘尼的衣服
6. 向非親戚在家人乞衣
7. 接受非親戚在家人的過多衣料
8. 指定非親戚在家人送某種衣料
9. 指定非親戚在家人合送某種衣服
10. 急向保管衣料侍者取衣料

哥斯雅品
1. 做混著蠶絲的毯子
2. 做純黑羊毛的毯子
3. 做毯子的材料比例不適當
4. 六年內做新毯子
5. 新坐具不加上舊坐具的布
6. 旅途上接受羊毛後走太遠
7. 叫非親戚比丘尼整理羊毛
8. 接受金銀
9. 買賣金銀
10. 買賣物品

缽品
1. 存放額外的缽超過十天
2. 以未滿五個補綴的缽換新缽
3. 七日藥
4. 提前乞求和使用雨衣
5. 送衣服後奪回
6. 叫織工織絲成布
7. 未受請而命令織工織布
8. 存放急施衣超過做衣服的時間
9. 有難離衣宿起過六夜
10. 將供養僧團的物品轉給自己

### 布薩
在佛陀時代，外道會在上半月的八日、十四日及十五日集會講法。摩竭陀國的頻婆娑羅王也希望佛陀的僧團能在這三日舉行集會，故前往世尊處提議。世尊以此因緣而允許比丘在這三日舉行集會說法、誦護解脫戒(pātimokkha)。此是布薩集會或羯磨(Uposatha-kamma)的緣起。
當一間寺院的比丘舉行布薩集會，在該地區同修學系統的比丘也來集會，在誦戒前，比丘要自發揭露所犯的過錯，進行清淨後，才一起念誦護解脫戒。僧團誦經與自揭或他揭所犯的過錯時，在家眾是不宜在場的。泰國信徒會虔誠地跪在佛堂外面，雙手合十，表達對佛法僧的恭敬。

### 雨安居
佛陀僧團本來沒有雨安居的傳統，比丘們在外遊行，踐踏草木而被在家人非難，佛陀於是规定教團必須在雨季的三個月裡安居一處，精進修行。在《雨安居蘊集》(Vassupanāyika-khandhaka)里記載未住滿雨安居三個月者，不得出外遊行，違者犯惡作。入雨安居可在阿沙陀滿月的第二日入或在滿月的第二日後的一個月內，所以泰國僧團的入雨居的日子有可能出現不同，與上座部佛教亦未必一樣，按各寺僧團的傳統而定。

## 宗派
泰國佛教主要分二個大宗派：大宗派及法宗派。

### 森林派
森林派在泰國佛教追源自佛陀時代的頭陀行。二十世紀泰國法宗派阿姜索 · 堪塔西羅 (1861-1941)與他的弟子阿姜曼振興了泰國森林頭陀行的傳統。阿姜索並沒有留下任何文字記錄，但他的另一弟子阿姜普則記下與阿姜索修行的一段回憶，因此而得知泰國佛教森林派頭陀行的復興。
阿姜曼 · 布里達陀 (1870-1949)，1870年出生于泰國東北部烏東.拉賈泰尼省的邦堪蓬村，1893年出家為僧，從此一生游方于泰國、缅甸、寮國，大部分時間在幾國之間的森林修習佛法。他与老師阿姜索一起，振興了泰國林居禅修傳統，吸引了大批弟子，之後更傳遍整個泰國、蘭卡、印尼、香港、台灣，以至海外諸多國家。